# Roman Coppola
Roman Coppola (født 22. april 1965) er en amerikansk filminstruktør og musikvideofilminstruktør.

## Tidlige liv
Coppola blev født i Neuilly-sur-Seine i Frankrig. Han var søn af scenografen/kunstneren Eleanor Coppola (født Neil) og den 5-gange Oscar-vindende filminstruktør, producer og forfatter Francis Ford Coppola. Coppola blev født i American Hospital i Neuilly-sur-Seine, mens hans far var i Paris for at skrive manuskriptet til Is Paris Burning?. Han gik på New York University 's filmskolen, Tisch School of the Arts.
Coppola havde en lille rolle som en af sønnerne af Tom Hagen under begravelsesscenen i The Godfather. Han spillede også Santino Corleone som en ung dreng i The Godfather: Part II fra 1974. Han stod i spidsen for de visuelle effekter i sin fars film Bram Stoker's Dracula fra 1992.
Coppolas spillefilmdebut, CQ havde premiere på Cannes Film Festival i 2001. Han grundlagde produktionsselskabet The Directors Bureau og instruerede alle musikvideoer for sangene af The Strokes fra deres albums "Is This It" og "12:51" for Room on Fire. Coppola har instrueret videoer for kunstnere, herunder Moby, The Presidents of the United States of America, Mansun, Ween, Green Day, Fatboy Slim, Phoenix, mellow, Daft Punk, Matthew Sweet, Supergrass, The Vines, God Lives Underwater, Wyclef Jean, Arctic Monkeys, and Sebastien Tellier. 
Han har også været en stor tilhænger af fætteren Jason Schwartzmans musikalske sideprojekt, Coconut Records. Hans musikvideo til Phoenix 's "Funky squaredance" blev inviteret til en fast samling i New York Museum of Modern Art. Han er ligeledes en dygtig tv-instruktør. Coppola er nu medejer af det amerikanske Zoetrope med sin søster Sofia Coppola.
Han filmede flere sekvenser for Love Actually.